# Catastrophe du téléphérique de Saint-Étienne-en-Dévoluy
La catastrophe du téléphérique de l'IRAM à Saint-Étienne-en-Dévoluy est l'accident dans lequel vingt personnes ont trouvé la mort le 1er juillet 1999 à Saint-Étienne-en-Dévoluy, en France, lorsqu'une cabine tractée par un téléphérique s'est détachée des câbles porteurs.
L'accident cause le même nombre de morts que celui qui avait eu lieu en Italie un an auparavant. La catastrophe reste l'accident de téléphérique le plus meurtrier de France et l'un des incidents de ce type les plus meurtriers au monde.

## Détails de l'accident
Tôt le matin le 1er juillet 1999, vingt personnes travaillant à l'observatoire astronomique du Plateau de Bure montent à bord d'une télécabine du téléphérique appartenant à l'IRAM. Les occupants, tous français, sont cinq membres du personnel de l'observatoire ; neuf ouvriers en bâtiment ; quatre techniciens et deux agents de maintenance,. Vers 7h15 heure locale, alors que le téléphérique a parcouru environ 500 mètres, la cabine se détache du câble et plonge de 80 mètres sur les pentes rocheuses en contrebas. La cabine se désintègre lors de l'impact et les passagers sont tués.

## Causes
Le jour de l'accident le lien entre le chariot portant la cabine du téléphérique et le câble tracteur a lâché et en l'absence de frein, la cabine est descendue le long du câble porteur, puis s'en est décrochée et est tombée dans le vide.

## Conséquences

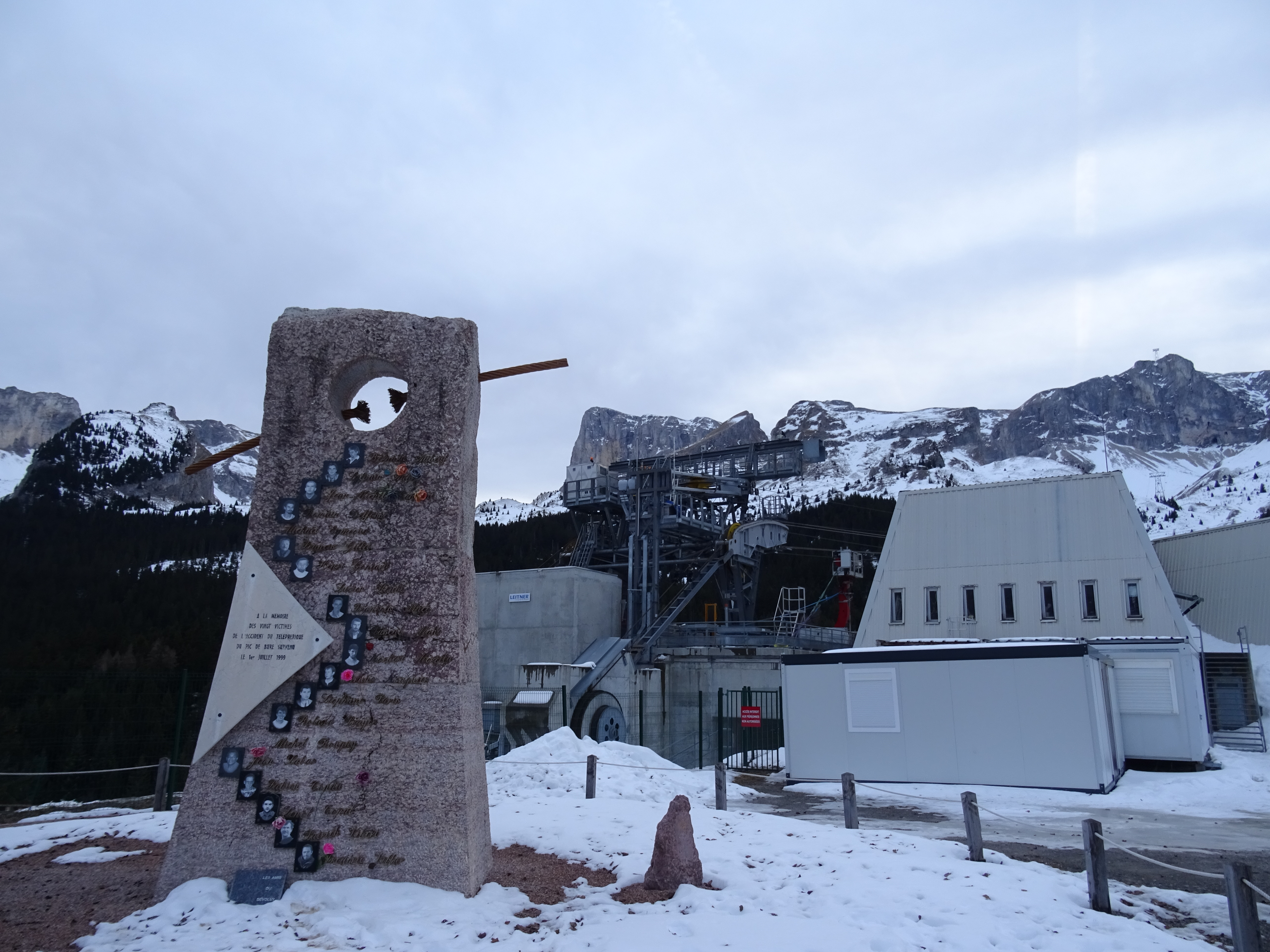
Monument en mémoire de la catastrophe.

Selon le représentant en chef de la compagnie de téléphérique, Jean-Charles Simiand, le téléphérique a été construit en 1981. Il affirme qu'il « fonctionnait en parfait état » avant l'accident, car il avait récemment été inspecté,. Simiand précise qu'APAVE, une société d'ingénierie privée, avait effectué la dernière inspection majeure du téléphérique en 1998. Au cours de l'inspection, chaque partie du téléphérique a été évaluée, y compris la cabine, les câbles, les moteurs et les pylônes. Il déclare que des inspections majeures des cabines ont lieu tous les cinq ans une fois qu'elles sont mises en service.
Des témoins ont rapporté qu'il semblait que l'un des câbles retenant la cabine s'était cassé. Les responsables locaux ont déclaré que la télécabine s'était détachée de deux des trois câbles qui la soutenaient, provoquant l'effondrement du troisième câble.
Dans un premier temps, le procureur de la République a demandé une peine de six mois de prison pour huit agents de maintenance de l'observatoire, pour leur rôle dans l'accident. Cependant, près de cinq ans après l'accident, le tribunal a relaxé cinq agents de maintenance de l'observatoire des charges liées à leurs actes ayant contribué à l'accident.
L'Observatoire astronomique du Plateau de Bure a été condamné à une amende de 200 000 € dont 130 000 € assortis du sursis.
Trois agents d'entretien de l'observatoire ont été condamnés pour négligence. Aldo Oberti était l'ancien responsable de la maintenance qui avait démonté en 1986, sans l'accord du constructeur, le frein de sécurité du téléphérique. Oberti, retraité depuis longtemps, a été condamné à 30 mois de prison avec sursis (peine réduite à 24 mois en appel) et a également été condamné à payer une amende de 10 000 € pour son rôle dans l'accident. Édouard Ponchier, l'inspecteur du téléphérique qui avait validé l'irrégularité de la suppression du frein de chariot, a été condamné à trente mois de prison avec sursis ainsi qu'une interdiction de cinq ans d'inspection des téléphériques. Ponchier a également été condamné à une amende de 12 000 €.
De plus, Marinus de Jonge, l'ancien directeur de l'Observatoire astronomique du Plateau de Bure, a reçu la même peine que Ponchier, assortie d'une amende de 15 000 €.